# Chủ tịch Hội đồng Bộ trưởng
Chủ tịch Hội đồng Bộ trưởng là chức danh của người đứng đầu cơ quan hành chính Nhà nước cao nhất của một số nước thuộc khối xã hội chủ nghĩa là Hội đồng Bộ trưởng, dựa theo mô hình tổ chức chính quyền của Liên bang Cộng hòa xã hội chủ nghĩa Xô viết kể từ năm 1946.

## So sánh với Thủ tướng
Chức danh này tương đương trên nhiều phương diện với chức danh Thủ tướng. Tuy nhiên, xét về phương diện quyền hạn và chức năng thì giữa hai chức danh này có một số khác biệt đáng kể và nói chung vai trò của Chủ tịch Hội đồng Bộ trưởng kém hơn so với Thủ tướng. Các khác biệt đó như sau:
1. Do các chức danh như Phó chủ tịch Hội đồng Bộ trưởng và các Bộ trưởng khi đó do Quốc hội (hoặc Xô viết tối cao như ở Liên Xô) bầu ra, miễn nhiệm, bãi nhiệm nên vai trò của Chủ tịch Hội đồng Bộ trưởng không có ảnh hưởng gì đáng kể trong việc thành lập Hội đồng Bộ trưởng. Trong khi đó, chỉ có Thủ tướng là do Quốc hội bầu, miễn nhiệm và bãi nhiệm, còn việc giao hoặc thu hồi các chức danh Phó Thủ tướng, Bộ trưởng và các thành viên khác của chính phủ thì Quốc hội chỉ phê chuẩn theo đề nghị của Thủ tướng. Như vậy, vai trò của Thủ tướng trong việc thành lập Chính phủ là cao hơn.
2. Do các quyết định tập thể có giá trị quyết định nên tầm ảnh hưởng và vai trò của Chủ tịch Hội đồng Bộ trưởng là không nổi bật do có rất ít thẩm quyền.
3. Thủ tướng có quyền đề nghị thành lập hoặc bãi bỏ các bộ, các cơ quan ngang bộ còn Chủ tịch Hội đồng Bộ trưởng thì không có quyền như vậy.
4. Thủ tướng có quyền phê chuẩn việc bầu cử, miễn nhiệm, điều động, cách chức chủ tịch, các phó chủ tịch của các Ủy ban nhân dân tỉnh, thành phố trực thuộc Trung ương còn Chủ tịch Hội đồng Bộ trưởng thì không có quyền như vậy.
5. Thủ tướng có quyền đình chỉ việc thi hành hoặc bãi bỏ những Quyết định, Chỉ thị, Thông tư của Bộ trưởng, các thành viên khác của Chính phủ, Quyết định, Chỉ thị của Ủy ban nhân dân và Chủ tịch Ủy ban nhân dân tỉnh, thành phố trực thuộc Trung ương trái với Hiến pháp, Pháp luật và các văn bản của cơ quan Nhà nước cấp trên còn Chủ tịch Hội đồng Bộ trưởng thì không có quyền như vậy.
6. Thủ tướng có quyền đình chỉ việc thi hành những Nghị quyết của Hội đồng nhân dân tỉnh, thành phố trực thuộc Trung ương trái với Hiến pháp, Luật và các văn bản của cơ quan Nhà nước cấp trên, đồng thời đề nghị Ủy ban Thường vụ Quốc hội bãi bỏ còn Chủ tịch Hội đồng Bộ trưởng thì không có quyền như vậy.

## Các nhược điểm
Cơ chế thành lập Hội đồng Nhà nước, Hội đồng Bộ trưởng của khối xã hội chủ nghĩa khi đó được xây dựng trên nguyên tắc tập trung quyền lực cao độ ("tập quyền rắn"), nghĩa là quyền lực Nhà nước thống nhất tập trung vào Quốc hội (hoặc Xô viết tối cao). Theo cơ chế này thì Quốc hội, cơ quan quyền lực Nhà nước cao nhất, thống nhất tất cả các quyền lập pháp, hành pháp, tư pháp và giám sát. Các cơ quan Nhà nước khác do Quốc hội lập ra là để thực hiện một phần các chức năng, nhiệm vụ của Quốc hội giao cho. Vì vậy, Hội đồng Bộ trưởng chỉ là cơ quan chấp hành của Quốc hội và là cơ quan hành chính cao nhất của Quốc hội mà không phải là cơ quan hành pháp đích thực theo đúng nghĩa của nó. Quy định này làm cho Hội đồng Bộ trưởng thiếu tính độc lập tương đối trong lĩnh vực hoạt động hành chính Nhà nước như: cơ chế lãnh đạo tập thể có nhiều nhược điểm như không nhanh nhạy, không linh hoạt và khó khăn trong việc đối ngoại.

## Tại Việt Nam
Thể chế thành lập Hội đồng Nhà nước và Hội đồng Bộ trưởng được quy định trong Hiến pháp 1980 của nước Cộng hoà Xã hội chủ nghĩa Việt Nam. Tuy nhiên, do các nhược điểm phát sinh ra trong vai trò, chức năng của Hội đồng Bộ trưởng nên Hiến pháp 1992 đã quay về với Hiến pháp 1959 là xây dựng các cơ quan quyền lực Nhà nước theo nguyên tắc "tập quyền mềm", nghĩa là quyền lực Nhà nước vẫn tập trung thống nhất nhưng có sự phân công phân nhiệm giữa quyền lập pháp, quyền hành pháp và tư pháp, qua đó làm rõ chức năng, nhiệm vụ, quyền hạn của các cơ quan Nhà nước trong các lĩnh vực lập pháp, hành pháp và tư pháp. Hiến pháp 1992 quy định: "Chính phủ là cơ quan chấp hành của cơ quan quyền lực Nhà nước cao nhất và là cơ quan hành chính Nhà nước cao nhất của nước Cộng hoà xã hội chủ nghĩa Việt Nam". Với quy định này thì Chính phủ là cơ quan hành chính Nhà nước cao nhất của Nhà nước chứ không phải của Quốc hội, có thể hoạt động một cách độc lập tương đối trong lĩnh vực hành chính Nhà nước.